# منسکیه (روستا)
 منسکیه  به عربی ( المَنسَکیة  )، روستایی است در در عزلهٔ (وادی سهام)، در ناحیهٔ (المناسکة)، از توابع استان ذَمار در کشور یمن در شبه جزیره عربستان.

## جمعیت
جمعیت آن (۲۵۱) نفر (۹ خانوار) می‌باشد.